# Peste de Cerdeña de 1652
La Peste de Cerdeña de 1652 fue una epidemia de peste que afectó a Cerdeña entre 1652-1657. La epidemia había afectado a parte de Cerdeña, en particular al Campidano.
En Cerdeña la plaga llegó a 1652 desde España. Desde Alguer, la epidemia llegó rápidamente a Sácer, diezmó a la población y luego se extendió hacia el sur, golpeando el norte de Campidano y la ciudad de Cáller. Desde la isla, la epidemia llegó a Nápoles y se la conoció como la Peste de Nápoles de 1656.

## Historia
Según el historiador Jorge Aleo la peste entró en Cerdeña pasando por Alguer, llegó « en abril de 1652 », a través de « una tartana cargada de mercancías » Viniendo de Tarragona en Cataluña, « un puerto y una comarca » donde una epidemia de peste bubónica estaba « en marcha ».
Poco después, la peste llegó a Sassari, a través de "un jesuita que huyó del colegio de Alghero para refugiarse en un convento de la ciudad". De Sassari llegó a Logudoro y, durante el verano, a Gallura.
La propagación de la epidemia se debió a la falta de vigilancia de los municipios de Sácer y Alguer sobre sus habitantes, que quedaron libres para abandonar las murallas para refugiarse en los pueblos. Una vez que se estableció el Consejo Central de Salud, los comisionados fueron enviados a las localidades para imponer la cuarentena. Sin embargo, la infección se trasladó al sur y, aunque se instaló un cordón sanitario para proteger a Oristán y Cáller, durante el verano la infección se extendió a la llanura de Oristán y Campidano.